# Referèndum eslovac de 1994
El 22 d'octubre de 1994 es va celebrar a Eslovàquia un referèndum sobre la publicació retrospectiva dels detalls financers de les privatitzacions a gran escala. Encara que va ser aprovat pel 95,9% dels votants, la participació va ser només del 20% i el referèndum va ser declarat invàlid per falta de participació.